# 森本レオ
森本 レオ（もりもと レオ、1943年〈昭和18年〉2月13日 - ）は、日本の俳優、ナレーター、タレント、声優である。本名は森本 治行（もりもと はるゆき）。旧芸名、森本 羚夫（もりもと レオ）。妻は元女優の森和代（もり かずよ、1950年9月8日 - 、本名・森本和代（もりもと かずよ））。ウータニア所属。
愛知県名古屋市中川区で生まれ育つ。愛知県立松蔭高等学校を経て、日本大学藝術学部卒業。

## 来歴
浪人時代に中部日本放送でエキストラのアルバイトをしたことで演技に関心を持つが、大学在学中はコピーライターを志望していた。しかし、コピーライターという職業が認知されていなかった時代であったことや、父親の病気などもあり断念。
卒業後は生まれ育った名古屋に帰り、NHK名古屋制作のドラマ『高校生時代』（1967年）（後の『中学生日記』）で俳優デビュー。伊武雅刀とは、この時から親交がある。
1968年から東海ラジオ放送の深夜番組『ミッドナイト東海』のパーソナリティを務める。自分を指す第一人称として「『俺』を使わせて欲しい」とスタッフに頼み込んだが、当時は放送局の自主規制で許されなかった。そこで「芸名を『森本オレ』にするから、自分の芸名として『オレ』を使うのはいいだろう」と食い下がったがこれも拒否。仕方なく、オレを逆さまにして『羚夫（レオ）』とした。後にカタカナに改め、現在の芸名となる。同番組で人気を博していたにもかかわらず降板することになった原因は、森本が担当する日に自分の好きな知人（つボイノリオと見られる）を呼んで番組を任せたが下ネタを発言した事で教育委員会からクレームが付き、その責任を取る形で森本が番組を降板した。
1972年に東京に再び移り、俳優活動を本格化。
1974年、漫画『若者たち』を大学時代の同窓である市川森一の脚本で『黄色い涙』としてテレビドラマ化。自ら主演する。
平成に入ってからは『ショムニ』『王様のレストラン』に出演。
2010年2月27日、心筋梗塞で都内の病院に緊急入院。処置が早かったため順調に回復し、3月9日に退院した。
私生活では森和代(森本和代)と、1971年5月10日に石川県金沢市の広坂カトリック教会で挙式。結婚当時、妻の森和代(森本和代)は妊娠6か月で、同じ年（1971年）の10月20日に第一子の長男・森本類（るい）が誕生。その2年後（1973年）に第二子の長女・森本絵瑠（える）が誕生。

## 人物
- いわゆる「脱力系」の芸能人の代表格として挙げられる[9]。
- 風貌が似ている肥後克広によくモノマネされている。本人は「友達なくすよ」とコメントしているほか、ガスファンヒーターのCMで共演し、「共演しているのは弟？」と聞かれたこともある。
- 1/fゆらぎを含む声を持つとされる[10]。

## 疑惑
- 2002年に水沢アキが女性週刊誌上で、処女だった17歳時、森本に強姦されたと告発して騒動になった。森本は最初、肉体関係自体を否定したが、後に関係を持ったことは認めたものの、強姦は否定した[11]。
- 2006年にも石原真理子の自叙伝「ふぞろいな秘密」にて、処女だった17歳の彼女を強姦したことが暴露されている。演技指導の名目で森本の自宅に招かれ、何度も演技のダメ出しをされて泣きながらレッスンを受けるなか「今のよかった！！」とOKが出た途端、下着を脱がされて処女を奪われたとのこと。水沢アキとまったく同じ手口が非難の対象となっている[12]。

## 出演

### テレビドラマ

#### NHK
- 芳兵衛物語（1973年、総合）
- 銀河テレビ小説（総合）
  - 黄色い涙（1974年） - 主演・村岡栄介 役
  - ふるさとシリーズ(2)幻のぶどう園（1976年） - 富岡信之 役
  - 冬の虹（1979年）
  - 煙が目にしみる（1981年） - 稲葉 役
  - 本日開店（1982年）- 孝行 役
- 元禄太平記（1975年、総合） - 左右田源八 役
- 鳴門秘帖（1977年、総合）
- ザ・商社（1980年、総合） - 木村準一 役
- ふたりでひとり（1981年、総合）
- 花へんろ 風の昭和日記（1985年、総合）
- あるときは妻（1989年、総合）
- 夏の一族（1995年、総合）
- ドラマ新銀河（総合）
  - たにんどんぶり（1996年） - 田口昇 役
- あぐり（1997年、総合） - 森潤 役
- チョコレート革命（1998年、総合）
- 天涯の花（1999年、総合） - 養護施設教諭
- 活動寫眞の女（1999年、総合）
- 夢みる葡萄（2003年、総合）
- ウォーカーズ〜迷子の大人たち（2006年、総合） - 進藤英二 役
- 坂の上の雲（2009年、総合） - 曹長 役
- カレ、夫、男友達（2011年、総合） - 島尾 役
- 怪奇大作戦 ミステリー・ファイル 第1話（2013年10月5日、BSプレミアム） - 佐喜沢尊彦 役
- 美女と男子（2015年、総合）[13]
- 44歳のチアリーダー!!（2015年12月20日、BSプレミアム） - 小野寺今朝夫 役

#### 日本テレビ系
- おれは男だ!（1971年）
- 鉄兵と順子（1972年）
- パパと呼ばないで 第27話「男は度胸?」（1973年） - 鴨田 役
- 土曜日の女シリーズ 天使が消えていく（1973年） - 佐伯徹也 役
- くるくるくるり（1973年）
- 太陽にほえろ!
  - 第47話「俺の拳銃を返せ!」（1973年） - 佐原信一 役
  - 第644話「七曲署全員出動・狙われたコンピューター」（1985年） - 南智彦 役
- 傷だらけの天使 最終回「祭りのあとにさすらいの日々を」（1975年）
- 青い幸福（1976年）
- いろはの"い"（1976年） - 大都日報記者・菊池 役
- 六丁目のスパルタ寮母さんには、赤いバラのいれずみがあった!（1976年）
- 気まぐれ天使 第30話「蒸発のブルース」（1977年） - 寺田 役
- さらば愛 最後の診断（1977年）
- オレの愛妻物語（1978年） - 猫田秀二 役
- 熱中時代 刑事編（1979年） - 間哲雄 役
- 天まであがれ!（1982年）
- 木曜ゴールデンドラマ（読売テレビ）
  - 仮の宿なるを（1983年11月10日） - 駅員 役
  - 千羽鶴幻想（1984年8月9日） - 中川憲介 役
- 火曜サスペンス劇場→DRAMA COMPLEX
  - チョコレートゲーム（1986年）
  - 誰かが見ている（1986年） - 中谷浩介 役
  - 死角関係（1987年4月28日） - 黒木賢造 役
  - 六月の花嫁シリーズ
    - 悪夢の花嫁（1987年6月23日）
    - 四重奏（2005年6月7日） - 高野恵介 役

  - 赤い靴殺人事件（1988年2月23日） - 梓野謙介 役
  - 同窓生（1988年9月6日）
  - 小京都ミステリー 飛騨高山連続殺人事件（1990年7月10日） - 篠田象山 役
  - 天使が消えた夏（1990年8月21日） - 藤村敬介 役
  - 向かいの家（1991年）
  - 松本清張作家活動40年記念 けものみち（1991年） - 成沢寛次 役
  - さらわれたい女（1992年9月1日）
  - 逃げたい女（1993年4月20日）
  - 悪女の階段（1996年1月23日） - 小田島克典 役
  - 出戻り弁護士（2002年2月19日） - 花村秀一 役
  - 下町・銭湯騒動記シリーズ（2002年 - 2005年） - 宝田恭介 役
  - 通いの天使・ホームヘルパー 田野倉滋子（2004年5月11日） - 森山洋一 役
  - らんぼう（2006年1月17日） - 市瀬順矢 役
- 寝たふりしてる男たち（1995年、読売テレビ）
- オンリー・ユー〜愛されて〜（1996年、読売テレビ）
- 特命リサーチ200X（1996年 - 2002年） - 山名研一 役
  - 特命リサーチ200X-II（2002年 - 2004年）
- 透明人間（1996年） - 森田勇二 役
- ヒューマン・ラブ・ストーリー 明日を抱きしめて（2000年、読売テレビ） - 陣内高太郎 役
- ストレートニュース（2000年） - 森田健司 役
- Pure Soul〜君が僕を忘れても〜（2001年） - 瀬田忠志 役
- 天国への階段（2002年） - 桑田規夫 役
- 恋のから騒ぎ 〜Love StoriesIV〜「殺したい女」（2007年）
- 東京大空襲（2008年） - 野田警察官 役
- お助け屋☆陣八 第6話（2013年、読売テレビ） - 小川宗佑 役

#### テレビ朝日系
- ご存知遠山の金さん 第25話「人の殺し方教えます。」（1974年） - 三次 役
- 誰のために愛するか（1974年）
- ちょっとしあわせ（1974年）
- 土曜ワイド劇場
  - 「松本清張の地方紙を買う女」（1981年）
  - 「松本清張の連環」（1983年） - 笹井誠一 役
  - 「万引夫人のとんでもない誤解」（1984年） - 宇都木ミキオ
  - 「密会の宿」シリーズ（1984年 - 1993年） - 久保隆 役
  - 「西村京太郎トラベルミステリー」シリーズ（1984年 - 2017年） - 西本刑事 役
  - 「女弁護士・朝吹里矢子8 夫の愛人を二度殺した人妻」（1985年）
  - 「森村誠一の棟居刑事」（2005年 - 2015年） - 那須亮輔 役
  - 「棘の街」（2011年） - 萩原明浄 役
  - 「アナザーフェイス〜刑事総務課・大友鉄〜2」（2013年） - 黒原 役
- 雨あがりの女（1982年）
- サントリーミステリースペシャル 「澪つくし高校連続殺人事件」（1985年12月6日、朝日放送） - 北村誠 役
- 冬の橋 愛しき日々よ（1988年）
- 火曜スーパーワイド
  - 「Dr.クマひげ〜新宿駅ウラ診療所〜1 男女やさしさ物語」（1989年）
- 恋愛詐欺師（1999年）
- ココだけの話（2001年） - ナビゲーター
- はみだし刑事情熱系 第6シリーズ 第1話（2001年） - 早川貞夫 役
- 相棒
  - season1 第11話「右京撃たれる〜特命係15年目の真実」・最終話「午後9時30分の復讐 特命係、最後の事件」（2002年12月18日・25日） - 石嶺小五郎 役
  - season17 第3話「辞書の神様」（2018年10月31日） - 大鷹公介 役[14]
- スカイハイ（2003年） - 井崎五郎 役
- TRICK（2003年） - 芝川玄奘 役
- スカイハイ2（2004年） - 天野照男 役
- PS -羅生門-（2006年） - 弓坂文雄 役
- 女帝（2007年） - 北條照盛 役
- 警官の血 第一夜（2009年） - 横山幸吉 役
- コールセンターの恋人（2009年） - ナレーション
- その男、副署長（2009年） - 滝沢徹　役
- サラリーマン金太郎（2010年） - 丸山登 役
- アスコーマーチ〜明日香工業高校物語〜 最終話（2011年） - 梶原 役
- 松本清張ドラマスペシャル 砂の器 第一夜（2011年） - 川野英造 役
- 王様の家（2011年） - 沢田 役
- 信長のシェフ - 正親町天皇 役
  - Part1 最終話「運命の料理対決! 平成に帰れるのか!?」（2013年3月15日）
  - Part2 第7話「最終章! 食わず嫌いグルメで室町幕府を倒せ!!」（2014年8月28日）
- 宮本武蔵（2014年） - 本阿弥光悦 役
- ママが生きた証（2014年） - 大森志郎 役
- 復讐法廷（2015年） - 仲春一 役
- サムライせんせい（2015年） - 佐伯真人 役
- アリバイ崩し承ります（2020年2月1日 - 3月14日） - 美谷時生 役

#### TBS系
- 好き! すき!! 魔女先生（1971年 - 1972年、朝日放送[注 1]） - 旗野先生 役
- 夏に来た娘（1972年）
- 夏の別れ（1973年）
- バラ色の人生（1974年）
- 家族あわせ（1974年）
- 華やかな荒野（1974年）
- ごめんなさいね（1975年、CBC）
- あこがれ共同隊（1975年）
- 虹のエアポート（1975年）
- 東芝日曜劇場
  - 「式場の微笑」（1975年）
  - 「松本清張おんなシリーズ・張込み」（1978年） - 玉井 役
- 光る崖（1977年）
- ムー（1977年）
- 木曜座
  - あした泣く（1978年）
  - 愛を裁けますか（1982年、毎日放送）
- 検事霧島三郎（1979年、毎日放送）
- ポーラテレビ小説「おりん」（1979年） - 土屋源兵衛 役
- しあわせ戦争（1980年）
- 熱い秋（1980年）
- いつもお陽さま家族（1982年 - 1983年） - 竹脇邦夫 役
- 赤い秘密（1985年）
- モト子せんせいの場合（1988年）
- 別れぬ理由（1988年）
- 雷獣(1990年)
- 月曜ドラマスペシャル→月曜ミステリー劇場→月曜ゴールデン→月曜名作劇場
  - 松本清張特別企画・夜光の階段（1995年9月25日）
  - 弁護士 朝吹里矢子シリーズ - 広岡駿平 役
    - 弁護士 朝吹里矢子1「贈る証言」（2001年11月5日）
    - 弁護士 朝吹里矢子2「衝動殺人の謎」（2002年6月17日）
    - 弁護士 朝吹里矢子3「放火殺人の謎」（2003年10月20日）
    - 弁護士 朝吹里矢子4「証言拒否の謎」（2005年5月9日）

  - 冠婚葬祭探偵（2007年11月26日） - 三沢幸吉 役
  - 警視庁SP特命係（2019年3月4日） - 板倉誠二 役
- 未成年（1995年） - 牛島洋平 役
- 青の時代（1998年） - 小田島所長 役
- マリア（2001年）
- ブラック・ジャック3 悲劇の天才料理人（2001年） - ドクター・キリコ 役
- ハンドク!!! 第4話（2001年10月31日） - 阿川肇 役[15]
- 愛なんていらねえよ、夏（2002年）
- 女系家族（2005年） - 矢島嘉蔵 役
- クロコーチ（2013年） - 高橋秀男 役
- 家族ノカタチ（2016年） - シゲさん 役
- 凪のお暇 第1話（2019年7月19日） - 会長 役

#### テレビ東京系
- クリスマスキス〜イブに逢いましょう（1995年） - 奥村美智雄 役
- 水曜ミステリー9 鉄道警察官・清村公三郎1（2005年） - 高木陽吉 役
- 牙狼〈GARO〉 第21話「魔弾」（2006年） - 神須川祐樹 役
- ぱじ〜ジイジと孫娘の愛情物語（2013年） - 水野研助 役
- ラスト・ドクター〜監察医アキタの検死報告〜 第6話「死亡推定時刻48時間の誤差! 監察医が暴く巨額遺産の裏事情!!」（2014年8月22日） - 守衛 役
- 模倣犯（2016年） - 江崎社長 役
- 三島由紀夫 命売ります episode.3「天使すぎる女医」（2018年1月27日、BSジャパン） - 峰岸郁夫 役
- 執事 西園寺の名推理 第3話「誘拐された奥様…! タイムリミット6時間 天才心臓外科医の罪」（2018年4月27日） - 香坂琢己 役
- 神酒クリニックで乾杯を 第8話 - 最終話（2019年3月16日 - 30日、BSテレ東） - 小笠原雄一郎 役

#### フジテレビ系
- トリプル捜査線 第2話「恐怖の盆踊り殺人事件」（1973年）
- アドベンチャーコメディ 夏の家族（1974年）
- 飢餓海峡（1978年）
- 痛快! 河内山宗俊 第19話「見果てぬ夢の宝の山」（1976年） - 真砂六兵衛 役
- 二人の武蔵（1981年） - 権之助 役
- 金曜女のドラマスペシャル「心はロンリー気持ちは「…」V」（1987年）
- ロマンスに弱いの（1989年）
- 金曜ドラマシアター「実録犯罪史シリーズ 金（キム）の戦争 ライフル魔殺人事件」（1991年）
- 金曜エンタテイメント
  - 「松本清張作家活動40年記念・波の塔」（1991年） - 吉岡 役
  - 「年の差カップル刑事」シリーズ（1998年 - 2004年） - 一色藤吉 役
  - 「安岡課長の殺人会議」（1999年） - 安岡喜夫 役
- 愛という名のもとに（1992年） - 橋爪五郎 役
- 世にも奇妙な物語 冬の特別編「サブリミナル」（1992年）
- ボクたちのドラマシリーズ
  - 「放課後」（1992年）
  - 「時をかける少女」（1994年）
- チャンス!（1993年）
- じゃじゃ馬ならし (1993年)
- 王様のレストラン（1995年） - 語り
- ロングバケーション（1996年） - 佐々木教授 役
- おいしい関係（1996年）
- 成田離婚（1997年） - 大西和博 役
- ショムニ（1998年・2000年・2003年・2013年） - 井上洸一 役
- じんべえ（1998年）
- ナオミ（1999年）
- スタアの恋（2001年） - 金田中監督 役
- 僕だけのマドンナ（2003年）
- プロポーズ大作戦（2007年） - 吉田貴礼 役
- 裸の大将〜放浪の虫が動き出したので〜（2007年 - 2009年） - 岡本 役
- まるまるちびまる子ちゃん（2007年） - ヒデじい 役
- CHANGE（2008年） - 久野正次郎 役
- プロポーズ兄弟〜生まれ順別 男が結婚する方法〜（2011年） - 天の声 役
- 謎解きはディナーのあとで 第4話（2011年） - 執事・吉田 役
- 水球ヤンキース（2014年） - 校長・荒川重信 役
- 金曜プレステージ
  - 「淋しい狩人」（2013年） - 安達和郎 役
- 赤と黒のゲキジョー
  - 「黒い看護婦」（2015年） - 弁護士 役

#### 独立局
- 猫忍（2017年） - ナレーター

#### WOWOW
- 闇の伴走者（2015年4月11日 - 5月9日）[16] - 矢島友之 役
  - 闇の伴走者〜編集長の条件（2018年3月31日 - 4月28日） - 矢島友之 役
- 社長室の冬-巨大新聞社を獲る男-（2017年） - 藤代久信 役

### 配信ドラマ
- アリバイ崩し承ります特別編 時計屋探偵とお祖父さんのアリバイ（2020年3月8日・15日、AbemaTV） - 美谷時生 役[17]

### 映画
- 花心中（1973年、松竹）
- 青春の蹉跌（1974年、東宝） - 小野精二郎 役
- わが道（1974年、近代映画協会） - 権藤医師 役
- 竹久夢二物語・恋する（1975年、松竹）
- 祭りの準備（1975年、ATG）
- 妻と女の間（1976年、東宝） - 三谷友彦 役
- 憧憬（1977年、松竹）
- オレンジロード急行（1978年、松竹）
- 東京から来た女の子（1978年、共同映画）
- 新・人間失格（1978年、ATG）
- 青春PARTII（1979年、ATG）
- 絞殺（1979年、ATG）
- もう頰づえはつかない（1979年、ATG）
- 神様のくれた赤ん坊（1979年、松竹）
- 幸福号出帆（1980年、東映セントラルフィルム）
- ヒポクラテスたち（1980年、ATG）
- 遠雷（1981年、ATG他）
- 星くず兄弟の伝説（1985年、シネセゾン）
- ブラックボード（1986年、近代映画協会）
- 王立宇宙軍 オネアミスの翼（1987年、東宝東和） - シロツグ 役
- この愛の物語（1987年、松竹富士） - 医師 役
- パイレーツによろしく（1988年、木下プロダクション）
- ドグラ・マグラ（1988年、活人堂シネマ） - 新聞記者 役
- 砂の上のロビンソン（1989年、ATG）
- 1990牡丹燈籠（1990年、サザンクロスビデオアーツ）
- 満月 MR.MOONLIGHT（1991年、東映） - 藤森猛 役
- わが愛の譜 滝廉太郎物語（1993年、東映） - 相原 役
- 先生あした晴れるかな（1994年、中山映画）
- ありがとう（1996年、東北新社）
- キッズ・リターン（1996年、オフィス北野） - 担任の先生 役
- わが心の銀河鉄道 宮沢賢治物語（1996年、東映） - 畠山栄一郎 役
- ラブ&ポップ（1998年、ラブ&ポップ製作機構）
- アキハバラ@DEEP（2006年、東映）
- サイレン 〜FORBIDDEN SIREN〜（2006年、東宝） - 天本真一 役
- お茶の間トランスフォーメーション（2007年、ジョリーロジャー）
- 学校の階段（2007年） - 平山周吉 役
- おと・な・り（2009年、ジェイ・ストーム） - 喫茶店マスター・堀 役
- ブラック会社に勤めてるんだが、もう俺は限界かもしれない（2009年、アスミックエース） - 社長 役
- 書道ガールズ!! わたしたちの甲子園（2010年、ワーナー・ブラザース映画）
- おとうと（2010年、松竹） - 遠藤先生 役
- 後妻業の女（2016年、東宝）
- 天使のいる図書館（2017年） - 田中草一朗 役[18]
- 猫忍（2017年） - ナレーター
- 先生!、、、好きになってもいいですか?（2017年10月28日、ワーナー・ブラザース映画） - 羽柴晶一 役

### オリジナルビデオ
- 大人になりたい（1991年、キングレコード）
- 湾岸ミッドナイト（1992年、大映）

### PV
- UVERworld「7日目の決意」（2014年）

### 人形劇
- こどもにんぎょう劇場「ものぐさたろう」（1990年代、NHK教育） - 太郎 役
- 人形劇 三国志（1982年 - 1984年、NHK総合） - 呂布、諸葛亮、曹丕 役
- ひげよさらば（1984年 - 1985年、NHK総合） - ヤドナシ 役
- 人形歴史スペクタクル 平家物語（1993年 - 1995年、NHK総合） - 西行、源義朝、渡辺渡、麻鳥、平資盛、畠山重忠 役

### テレビアニメ
- どくとるマンボウ&怪盗ジバコ 宇宙より愛をこめて（1983年） - 怪盗ジバコ 役
- アガサ・クリスティーの名探偵ポワロとマープル（2005年） - アースキン少佐 役
- バーテンダー （2006年） - ナレーション
- ドラゴン、家を買う。（2021年） - ナレーション

### 劇場アニメ
- 王立宇宙軍 オネアミスの翼（1987年） - シロツグ 役
- 映画「ぼのぼの クモモの木のこと」（2002年） - スナドリネコさん 役

### 吹き替え
- きかんしゃトーマス 魔法の線路 - ナレーター 役
- グリンチ - ナレーション 役 ※劇場公開版
- スター・ウォーズ エピソード4/新たなる希望 - ハン・ソロ 役（ハリソン・フォード）※劇場公開版（DVDリミテッドエディション収録）
- スター・ウォーズ エピソード5/帝国の逆襲 - ハン・ソロ 役（ハリソン・フォード）※劇場公開版（DVDリミテッドエディション収録）
- 子象物語 - ウィスパース（大人）/ナレーション 役（ケビン・マイケル・リチャードソン）

### ゲーム
- 天外魔境 第四の黙示録（1997年） - サネトモ 役
- ガールズRPG シンデレライフ（2012年） - ナレーター

### ナレーション
- きかんしゃトーマス（1990年 - 2006年、フジテレビ） - 第1シリーズ - 第8シリーズ
- チルドレンタイム（フジテレビ721）
- ポンキッキ（フジテレビ）
- Beポンキッキ（BSフジ）
- 王様のレストラン（フジテレビ）
- 夢の音楽舎（日本テレビ）
- BORN 〜創造のとき〜（1999年 - 2003年、日本テレビ）
- バーテンダー（フジテレビ）[19]
- トラスティベル 〜ショパンの夢〜（バンダイナムコゲームス、Xbox 360用ゲーム）
- 現代進行形TV イマジン!（ABC）
- あらびき団（TBS）
  - とろサーモン久保田和靖とキャン×キャン長浜之人との3人体制で大道芸の実況を担当。
- 世界・ふしぎ発見!（TBS）
- コレってアリですか?（日本テレビ） - 「ダマされた」コーナー
- 厳選!いい宿ナビ（テレビ東京）
- 世界は言葉でできている（フジテレビ）
- 悠久のインド宮殿列車の旅/マハラジャエクスプレス（初回放送：2012年3月、BS11）
- クイズプレゼンバラエティー Qさま!!（テレビ朝日） - 問題読み特別ナレーター
  - クイズプレゼンバラエティー Qさま!! 3時間スペシャル（2015年11月23日）
  - ぶっちゃけ寺&Qさま!! 合体3時間スペシャル（2016年2月29日）
- 明石家さんまのコンプレッくすっ杯（テレビ朝日）
- じょんのび日本遺産（2018年10月 - 2021年3月28日、TBS）
- 「野生の王国」シリーズ 第2巻（群像舎）
- ハートフルTV 虫の知らせ（2024年4月 - 、BSフジ）

### ラジオ番組
- ミッドナイト東海（1968年 - 1972年、東海ラジオ）[3]
- 青春ど真ん中（1974年 - 1975年、ニッポン放送）
- インセンス・タイム（FM東京）[3]
- AUTORAMA SOME'S NIGHT（TOKYO FM）
- 森の散歩道（1997年 - 2012年、ジャパンエフエムネットワーク / JFN）
- 森本レオの気ままに熱気球
- ハートフルラジオ 虫の知らせ（2020年7月4日 - 、FMヨコハマ） - ナレーション

### ラジオドラマ
- サウンド夢工房 ユンカース・カム・ヒア（NHK-FM） - 麻生秀一郎
- 明日の記憶（2006年9月11日、TBSラジオ）

### CM
- 公共広告機構（現：ACジャパン）「食卓コミュニケーション」（1983年、ナレーション[20]）
- ケンタッキーフライドチキン「パーティーバーレル」（1985年、ナレーション）
- JR東日本「新形特急スーパーひたち」（1989年、ナレーション）
- サッポロビール「サッポロクラシック」（1993年、北海道ローカル）
- JR西日本 「三都物語」（1997年、「神戸の歴史」篇・「京都の物語」篇。ともにナレーション）、「ひかりレールスター」（2000年 - 2001年、「さて、秋休み」篇・「冬は、ホットレールスター」篇ほか。いずれもナレーション）
- 東京ガス「ガスファンヒーター」（1997年 - 2001年、肥後克広と共演）
- テイジン （1998年 - 1999年、企業広告[注 2]。ナレーション）
- 薩摩酒造「さつま白波」（1999年 - 2000年）
- 任天堂「ピクミン」（2001年、ナレーション）
- メニコン「メニフォーカル」（2001年）
- 名古屋市「安心・安全・快適条例 やってイカンはルールイハン」（2005年、中京ローカル）
- 母恵夢「母恵夢（）」（愛媛県ローカル、ナレーション）
- 積水ハウス「セントレージ・ギャラリー」、「ビエナ」、「シャーウッド」、「免震住宅・防犯住宅」、「シャーメゾン」、「2005年新春ハウジングフェア」 ほか（いずれもナレーション）
- 大塚食品「味わいカレー」（ナレーションを兼ねて出演）
- 武田薬品「アリナミンA25」
- 三菱電機ビルテクノサービス
- ネスレ日本「こんこん湧水」
- 日産自動車「マーチ」（ナレーション）
- 長野県×長野朝日放送「特殊詐欺、ひとごとじゃない！キャンペーン」- 声を聞き間違えるわけがない篇（長野県ローカル）
- リクルート「ゼクシィ」（2013年、ナレーション）
- 丸亀製麺（2019年、ナレーション）
- 創味食品 だしのきいたまろやかなお酢「声までまろやか」篇・「売れてる」篇（2020年） - 明石家さんまのまろやかな声の吹き替え[21][22]

### バラエティ
- チコちゃんに叱られる! （NHK総合） - 回答VTRでの朗読[注 3]
- ものまね王座決定戦（1990年代 - 2000年春、フジテレビ） - レギュラー審査員

## 音楽

### シングル
- 親父にさよなら／旅人のバラード（1970年、ビクターレコード・グリーン・シティ、JET-1982） -　両曲とも、作詞：森本レオ／作曲：佐々木勉／編曲：馬飼野俊一。

### ナレーション
- モーニング娘。「ランチタイム 〜レバニラ炒め〜」[注 4][23]、「〜おやすみ〜」[23]（2000年、『3rd -LOVEパラダイス-』収録曲[23]）
- 近藤晃央「らへん」 - ティザー映像（2013年）[注 5][24][25]